# Spinomyrmecoclytus albofasciatus
Spinomyrmecoclytus albofasciatus là một loài bọ cánh cứng trong họ Cerambycidae.